# Landkreis Preßnitz

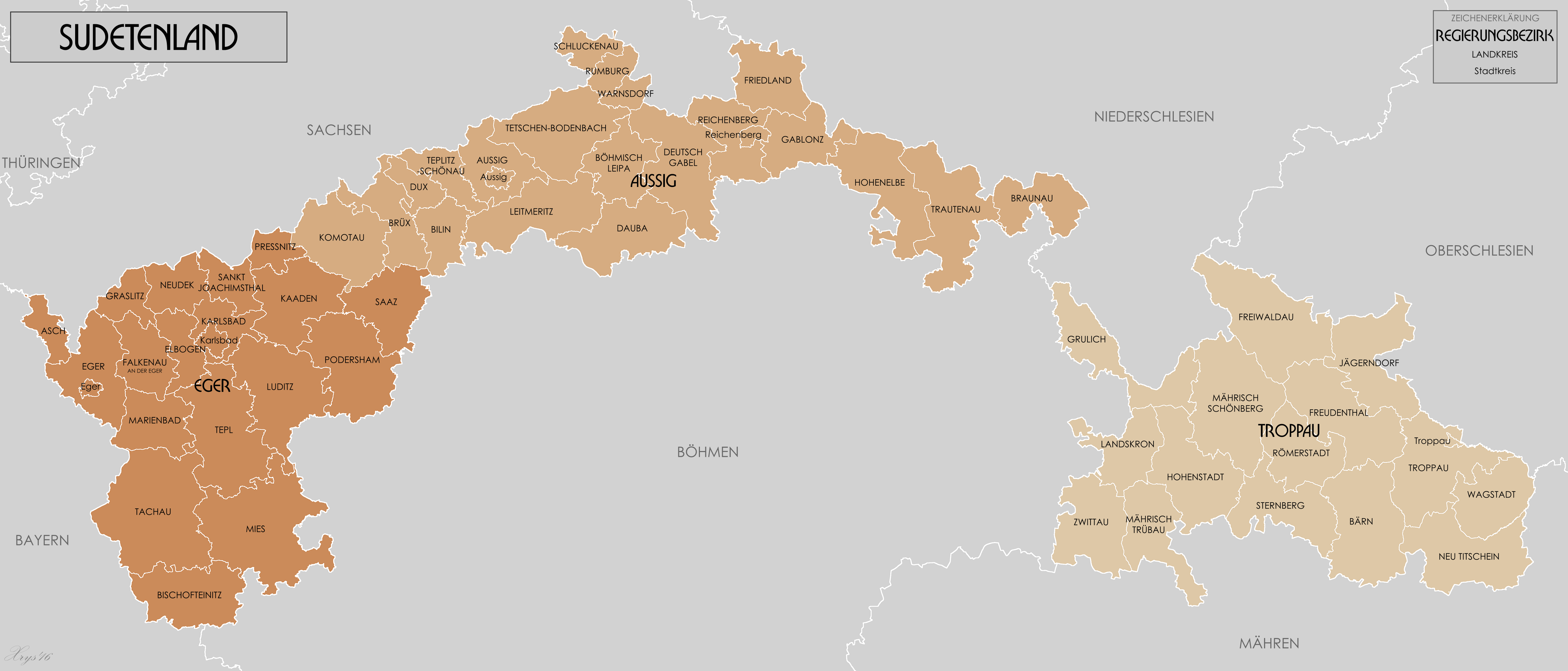
Verwaltungskarte des Reichsgaus Sudetenland

Der deutsche Landkreis Preßnitz bestand in der Zeit zwischen 1938 und 1945.
Der Landkreis Preßnitz umfasste am 1. Januar 1945:
- 3 Städte (Kupferberg, Preßnitz, Weipert)
- 18 weitere Gemeinden.

Am 1. Dezember 1930 hatte das Gebiet des Landkreises Preßnitz 28.709 Einwohner, am 17. Mai 1939 waren es 26.907 und am 22. Mai 1947 9.925 Bewohner.

## Verwaltungsgeschichte

### Tschechoslowakei / Deutsche Besatzung
Vor dem Münchner Abkommen vom 29. September 1938 gehörte der politische Bezirk Přísečnice zur Tschechoslowakei.
In der Zeit vom 1. bis 10. Oktober 1938 besetzten deutsche Truppen das Sudetenland. Der politische Bezirk Přísečnice trug fortan die frühere deutsch-österreichische Bezeichnung Preßnitz. Der politische Bezirk Preßnitz umfasste die Gerichtsbezirke Preßnitz und Weipert. Seit dem 20. November 1938 führte der politische Bezirk Preßnitz die Bezeichnung „Landkreis“. Er  unterstand bis zu diesem Tage dem Oberbefehlshaber des Heeres, Generaloberst Walther von Brauchitsch, als Militärverwaltungschef.

### Deutsches Reich
Am 21. November wurde das Gebiet des Landkreises Preßnitz förmlich in das Deutsche Reich eingegliedert und kam zum Verwaltungsbezirk der Sudetendeutschen Gebiete unter dem Reichskommissar Konrad Henlein.
Sitz der Kreisverwaltung wurde die Stadt Preßnitz.
Ab dem 15. April 1939 galt das Gesetz über den Aufbau der Verwaltung im Reichsgau Sudetenland (Sudetengaugesetz). Danach kam der Landkreis Preßnitz zum Reichsgau Sudetenland und wurde dem neuen Regierungsbezirk Eger zugeteilt.
Zum 1. Mai 1939 wurde eine Neugliederung der teilweise zerschnittenen Kreise im Sudetenland verfügt. Danach wurde die Auflösung des Landkreises Preßnitz verfügt:
- Eingliederung der Gemeinde Zobietitz aus dem aufgehobenen Landkreis Preßnitz in den Landkreis Komotau,
- Eingliederung des Landkreises Preßnitz (Gerichtsbezirk Preßnitz) in den Landkreis Kaaden,
- Eingliederung des Landkreises Preßnitz (Gerichtsbezirk Weipert) in den Landkreis Sankt Joachimsthal.

Diese Gebietsänderungen sind aber bis 1945 nicht durchgeführt worden, da die endgültige Entscheidung über den Fortbestand des Landkreises Preßnitz nicht mehr gefallen ist. Faktisch hat der Landkreis Preßnitz fortbestanden.
Bei diesem Zustand blieb es bis zum Ende des Zweiten Weltkriegs.

### Tschechoslowakei / Tschechische Republik
Seit 1945 gehörte das Gebiet bis zu ihrer Auflösung zur Tschechoslowakei. Heute ist es ein Teil der Tschechischen Republik.

## Landräte
1940–9999: Merzdorf (kommissarisch)
1940–9999: Hans Ballmeier (vertretungsweise & kommissarisch)
1942–9999: Anton Heiser
1942–9999: Rohleder (kommissarisch)
1942–1945: ?

## Kommunalverfassung
Bereits am Tag vor der förmlichen Eingliederung in das Deutsche Reich, nämlich am 20. November 1938, wurden alle Gemeinden das Recht der Deutschen Gemeindeordnung vom 30. Januar 1935 verliehen, welche die Durchsetzung des Führerprinzips auf Gemeindeebene vorsah. Es galten fortan die im bisherigen Reichsgebiet üblichen Bezeichnungen, nämlich statt:
- Ortsgemeinde: Gemeinde,
- Marktgemeinde: Markt,
- Stadtgemeinde: Stadt,
- Politischer Bezirk: Landkreis.

## Ortsnamen
Es galten die bisherigen Ortsnamen weiter, und zwar in der deutsch-österreichischen Fassung von 1918.

## Städte und Gemeinden
Stand 1. Juli 1941
- Bettlern (Petlery)
- Böhmisch Hammer (České Hamry)
- Christophhammer (Kryštofovy Hamry)
- Dörnsdorf (Dolina)
- Köstelwald (Kotlina)
- Kunau (Kunov)
- Kupferberg, Stadt (Měděnec)
- Neudörfel (Nová Víska)
- Ober Hals (Horní Halže)
- Pleil (Černý Potok)
- Pöllma (Podmilesy)
- Preßnitz, Stadt (Přísečnice)
- Reischdorf (Rusová)
- Schmiedeberg, Markt (Kovářská)
- Steingrün (Kamenné)
- Tribischl (Třebíška)
- Weigensdorf (Vykmanov)
- Weipert, Stadt (Vejprty)
- Wohlau (Volyně)
- Zieberle (Úbočí (Výsluní))
- Zobietitz (Sobětice)